# Epidonta insigniata
Epidonta insigniata är en fjärilsart som beskrevs av M.Gaede 1932. Epidonta insigniata ingår i släktet Epidonta och familjen tandspinnare. Inga underarter finns listade i Catalogue of Life.